# Pludry (stacja kolejowa)
Pludry – stacja kolejowa w miejscowości Pludry, w województwie opolskim, w powiecie oleskim, w gminie Dobrodzień, w Polsce.

## Ruch pasażerski
| Rok  | Wymiana pasażerska na dobę |
| ---- | -------------------------- |
| 2017 | 0-9                        |
| 2022 | 0-9                        |